# Daniel Dines
Daniel Solomon Dines, född i januari 1972 i Onești i Rumänien, är en rumänsk entreprenör.
Daniel Dines far är ingenjör och hans mor lärare. Han utbildade sig 1990–1997 sig på fakulteten för matematik och datavetenskap  Bukarests universitet. Han arbetade efter magisterexamen 1997 på IT-företaget Crinsoft i Bukarest 1996–2001 samt på programmerare på Microsoft i Seattle i USA mellan 2001 och 2005. Därefter återvände han till Rumänien, där han grundade företaget DeskPoint i Bukarest 2005, vilket  namnändrades till UiPath. Det är ett mjuvaruföretag som utvecklar plattformar för automatisering av repetitiva arbetsflöden. Företaget flyttade sitt säte till New York i USA 2018.
Han är gift med Alexandra Dines. Han delar sin tid mellan Rumänien och USA.